# Батаки
Батаките са един от народите в Индонезия. Съставляват 3,0 % от населението на страната и населяват предимно северната част на остров Суматра. Говорят езици от австронезийското езиково семейство.
Те са потомци на протомалайски народ, който до 1825 г. живее в относителна изолация в хълмовете около езеро Тоба. Към 2 и 3 век индийски идеи, касаещи управлението, писмеността, религията, изкуствата и занаятите започват да влияят на батаките. Все пак, те така и не създават единна държава, а днес се подразделят на шест културни подгрупи. Някои от тях практикува канибализъм, като жертвите им са били главно затворници или кръвосмешатели. С идването на холандските колонизатори през 19 век, голяма част от батаките приемат протестантството.